# حزب تمدن اسلامی
حزب تمدن اسلامی یکی از احزاب تأیید شده در جمهوری اسلامی ایران است که پس از انفجار دفتر حزب جمهوری اسلامی در سرچشمهٔ تهران، توسط اعضای به‌جامانده از آن حزب تشکیل شد. خط و مشی این حزب ادامه خط ومشی آیت الله بهشتی می‌باشد.
از چهره‌های سرشناس این حزب می‌توان به سید محمد میرمحمدی مشاور و دستیار ویژه رهبری، مرتضی فضلعلی نماینده دوره‌های اول، پنجم و هفتم مجلس شورای اسلامی و از بازماندگان انفجار دفتر حزب جمهوری اسلامی، حسین شمسایی (مداح-معاون فرهنگی حزب جمهوری اسلامی)،میرمهدی نجفی از معاونین اسبق وزارت راه و ریاست اسبق سازمان تربیت بدنی، محمد مهدی مظاهری فرزند آیت الله مظاهری مرجع تقلید، مجتبی هراتی نیک مسئول استان تهران حزب جمهوری اسلامی و ریاست اسبق بانک صنعت و معدن، علیرضا منظری جو نماینده اسبق جمهوری اسلامی ایران در سازمان بین‌المللی هوانوردی کشوری (ایکائو)، حسین سبحانی نیا  دیپلمات پیشین عضو حزب جمهوری اسلامی، هفت دوره نماینده مجلس شورای اسلامی، حمیدرضا اعلم الهدی از اعضای حزب جمهوری اسلامی و عضو اسبق هیئت مدیره بانک صنعت و معدن، حسین احمدی ملایری شورای عالی مالیاتی کشور، فرامرز خجیر عضو هیات مدیره بیمه آسیا، ...  اشاره کرد
این حزب در نهمین دوره انتخابات مجلس شورای اسلامی به عنوان یک حزب اصولگرا شرکت داشت. و در دوازدهمین دوره مجلس شورای اسلامی ضمن ائتلاف با شورای وحدت و جبهه پیشرفت، رفاه و عدالت به علت نارضایتی از هم پیمانان لیست جداگانه ای منتشر کرد.